# Hermanas del Santo Rosario de Jerusalén
Las Hermanas del Santo Rosario de Jerusalén de los Latinos son un instituto religioso femenino de derecho pontificio. Las hermanas de esta congregación abrevian su nombre con las iniciales del RSJ.